# Klaus Fock
Klaus Fock (* 13. Juli 1947 in Hamburg) ist ein ehemaliger deutscher Fußballspieler. Von 1968 bis 1970 absolvierte der Stürmer beim Hamburger SV in der Fußball-Bundesliga 25 Ligaspiele und erzielte fünf Tore.

## Karriere
Zur Saison 1968/69 kam Fock von TuS Finkenwerder 1893 zum Hamburger SV in die Bundesliga. Zur Elf mit der „Raute“ kamen im Sommer 1968 auch noch Hans-Jürgen Dringelstein, Gert Girschkowski, Robert Pötzschke, Hans-Werner Kremer, Hubert Schöll und Jürgen Seifert. Unter dem Technischen Direktor Georg Knöpfle und Trainer Kurt Koch absolvierte der Angreifer aus Finkenwerder in seiner ersten Saison in der Bundesliga 14 Spiele und erzielte drei Tore. Zum Bundesligadebüt kam er am Rundenstart, den 17. August 1968, bei der 0:1-Niederlage bei Eintracht Braunschweig. Fock wurde 20 Minuten vor Spielende eingewechselt. Sein 14. Spiel absolvierte er am 29. März 1969 beim 3:1-Heimerfolg gegen den 1. FC Kaiserslautern. Der HSV-Angriff war mit Fock, Werner Krämer, Uwe Seeler, Franz-Josef Hönig und Gert Dörfel angetreten. In der 77. Spielminute erzielte Fock das Tor zum 3:1-Endstand. Zuvor hatte Mittelstürmer Uwe Seeler zwei Tore erzielt. In seinem ersten HSV-Jahr kamen auch noch Einsätze im Messepokal gegen Slavia Prag und im DFB-Pokal gegen Mönchengladbach und FC Bayern München hinzu. Vor der Saison 1969/70 bestritt der Angreifer internationale Freundschaftsspiele gegen Feyenoord Rotterdam, FC Barcelona und Real Mallorca. Sein letztes Bundesligaspiel für die „Rothosen“ bestritt Fock am 30. April 1970 bei der 3:4-Niederlage bei Borussia Mönchengladbach. Er erzielte in der 85. Minute den Anschlusstreffer zum 3:4-Endstand. Neben den zwei Flügelspielern Siegfried Beyer und „Charly“ Dörfel vertrat er den verletzten Uwe Seeler in der Sturmmitte. Mit dem Intertoto-Einsatz am 23. Mai 1970, 1:0-Erfolg gegen den RSC Anderlecht, beendete Fock seine zwei Jahre beim Hamburger SV. In zwei Jahren absolvierte er in der Bundesliga 25 Spiele und erzielte fünf Tore. 1970 wechselte er in die Fußball-Regionalliga Nord, zum HSV Barmbek-Uhlenhorst.
Bei den Blau-Gelben vom Wilhelm-Rupprecht-Platz an der Steilshooper Straße unterschrieben auch Ernst Kreuz und Jürgen Dudda Verträge. Die Elf von Trainer Eduard Preuß startete mit 12:2 Punkten in die Runde. Mit drei Punkten Rückstand zu Meister VfL Osnabrück belegte BU am Rundenende den fünften Rang. An der Seite der Mitspieler wie Erhard Schwerin (Torhüter), Willi Giesemann, Horst Engel, Rolf Höfert und Harald Münster absolvierte Klaus Fock 31 Ligaspiele und erzielte 14 Tore. Unter dem neuen Trainer Reinhold Ertel konnte er seine Bilanz 1971/72 auf 33 Spiele mit 15 Toren steigern und BU belegte den vierten Rang. Beim 1:1-Remis gegen den Meister FC St. Pauli erzielte Fock am 15. April 1972 den Treffer für BU. Zur Saison 1972/73 zog es Fock nach 64 Regionalligaspielen mit 29 Toren für Barmbek-Uhlenhorst weiter nach Belgien zum KFC Beringen. Bei den Rot-Schwarzen vom Stadion De Mijn in Flandern feierte er in seiner ersten Saison den Aufstieg in die Erste Division. Darin belegte er mit Beringen 1973/74 den 14. Rang. Zur Runde 1974/75 kehrte er zurück nach Deutschland und spielte für den VfL Osnabrück in der neu eingeführten 2. Fußball-Bundesliga.
An der Bremer Brücke blieb er keine ganze Saison, er wechselte bereits im November 1974 zu seinem alten Arbeitgeber HSV Barmbek-Uhlenhorst. Seine vorgesehene Rolle als Torjäger übernahm beim VfL unter Trainer Klaus-Dieter Ochs mit 26 Treffern Gerd-Volker Schock. Vom ersten bis zum neunten Spieltag trat er für den VfL an, dann streifte er sich ab November wieder den blau-gelben Dress von BU über. In 24 Spielen erzielte er sechs Tore, BU stieg aber aus der 2. Bundesliga ab. Der Angreifer unterschrieb beim FC St. Pauli für die Saison 1975/76 einen neuen Vertrag. Unter Trainer Kurt Krause bestritt er am 4. Oktober 1975 beim Auswärtsspiel gegen Arminia Bielefeld sein neuntes Spiel für St. Pauli. Eine Verletzung aus der siebten Minute beendete vorzeitig die fußballerische Laufbahn des studierten Flugzeugbau-Ingenieurs.
Als Trainer war Fock im Nachwuchsbereich des Hamburger SV tätig, er betreute die Herrenmannschaften des TuS Finkenwerder (1981 bis 1987), des SV Rugenbergen, dann von 1993 bis 1999 die SV Halstenbek-Rellingen, mit der er in die Oberliga aufstieg. Hauptberuflich war Fock Gewerbeschullehrer.